# Fosco
Fosco is een chocoladedrank die meestal koud werd gedronken. Het was aan het begin van de 20e eeuw een zeer populaire drank. In de jaren vijftig verdween het geheel van de markt. De drank was destijds zo populair dat het van merknaam een soortnaam werd.

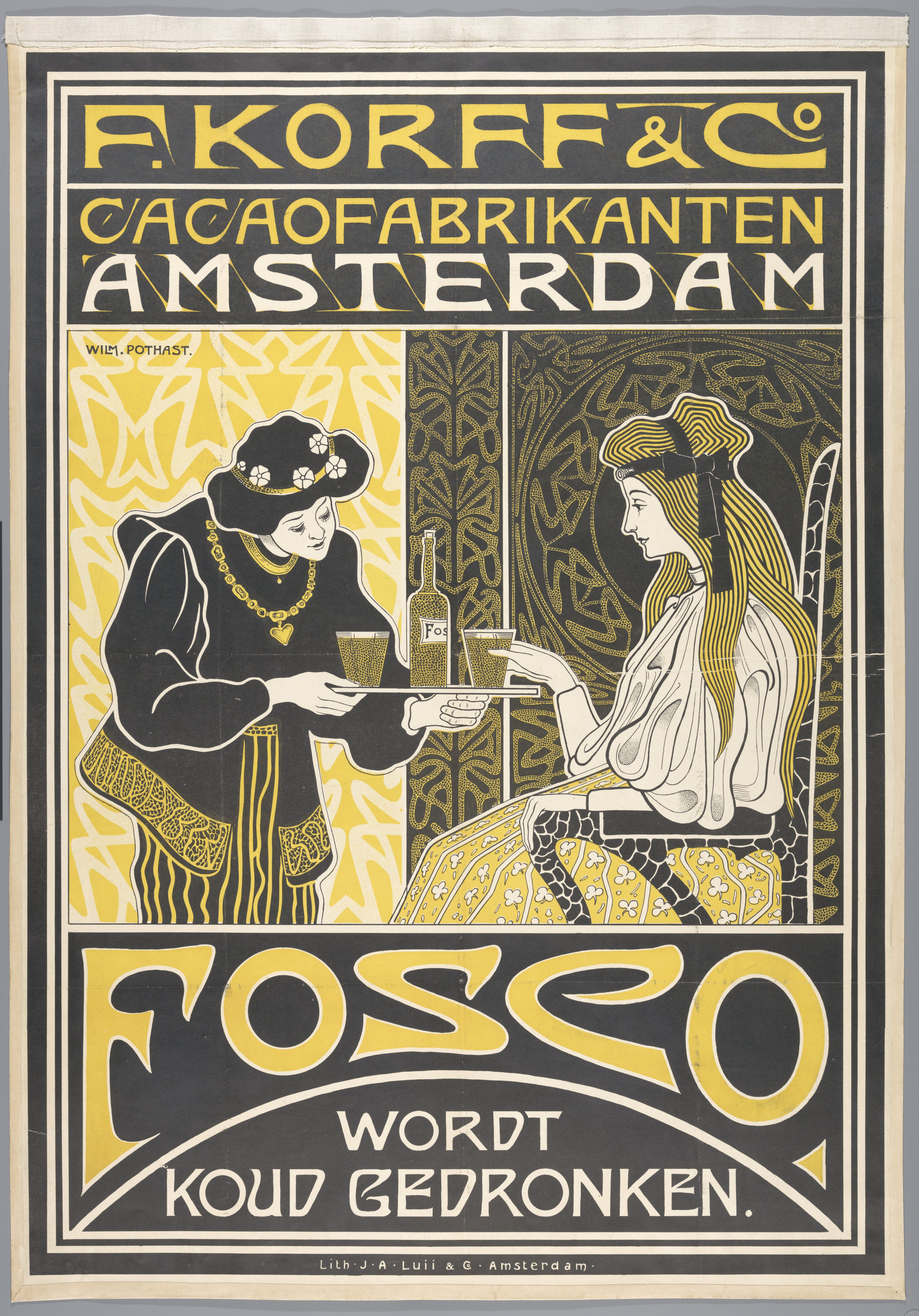

## Geschiedenis
Fosco werd geïntroduceerd in 1901. Het werd op de markt gebracht door het cacaoverwerkend bedrijf Korff & Co in Amsterdam.
Het was een chocoladedrank die koel werd gedronken. Het werd aangemaakt met melk of spuitwater. Het was een mengsel van cacao, suiker, vanille en water of melk. Maar het exacte recept bleef geheim. 's Winters werd het ook warm gedronken. Het werd als vloeibare chocoladesiroop / extract verkocht in bruine beugelflessen. Deze siroop moest worden aangelengd met water of melk.
Fosco was vooral populair bij vrouwen, kinderen en jongeren. In plaats van limonade, koffie of thee was het een aangename afwisseling bij een bezoek aan een horecagelegenheid. De caféhouders waren er minder blij mee want het bereiden van de drank nam veel tijd in beslag. De drank was van merknaam een soortnaam geworden. Toch werd het in de jaren dertig steeds minder populair. In de Tweede Wereldoorlog was Fosco niet meer beschikbaar vanwege een fabricageverbod op chocolademelk. Voor cacaodranken werd geen cacao meer beschikbaar gesteld.
In de jaren vijftig verdween Fosco geheel van de markt, waarschijnlijk doordat er te veel concurrentie kwam van andere merken die goedkoper waren en die een kant en klare drank aanboden.
In 1960 kwam Fosco weer terug in de vorm van een kant en klare chocolademelkdrank. Korff had een partner gevonden in Heineken. Korff leverde de ingrediënten en het geheime Fosco-aroma en Heineken zorgde voor de productie en distributie. In de jaren zeventig werd er steeds minder afgenomen, voornamelijk door de concurrentie van Chocomel. Uiteindelijk liep de productie en de distributie zover terug dat het niet meer rendabel was. Omstreeks 1985 werd de productie definitief gestopt.